# Corigliano Calabro
Corigliano Calabro este un oraș în regiunea Calabria, în Italia.

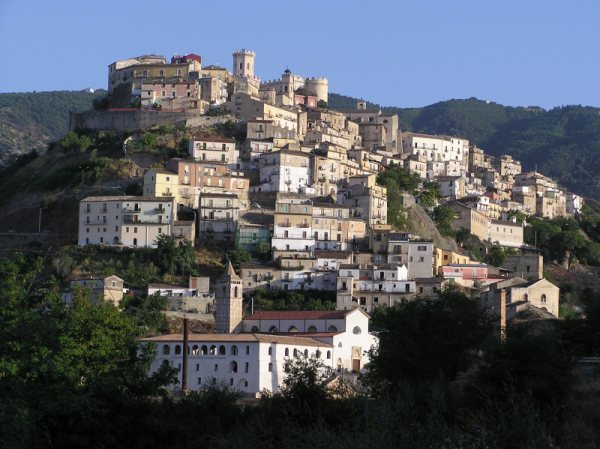
Corigliano

Poziția în provincia Cosenza

## Demografie
Corigliano Calabro - evoluția demografică

|  | Graficele sunt indisponibile din cauza unor probleme tehnice. Mai multe informații se găsesc la Phabricator și la wiki-ul MediaWiki. |

Date: Recensăminte sau birourile de statistică - grafică realizată de Wikipedia

## Personalități legate de Corigliano
- Gennaro Gattuso, fotbalist